# Imst (distrito)
Imst é um distrito da Áustria no estado do Tirol.

## Cidades e Municípios
O distrito de Imst possui 24 municípios, apenas o município de Imst, capital do distrito, possui estatuto de cidade (Stadtgemeinde) (populações em 1/1/2010):
| Cidade: - Imst (9.471) | Municípios: - Arzl im Pitztal (2.941) - Haiming (4.270) - Imsterberg (757) - Jerzens (1.034) - Karres (610) - Karrösten (676) - Längenfeld (4.366) - Mieming (3.382) - Mils bei Imst (554) - Mötz (1.213) - Nassereith (2.065) - Obsteig (1.172) - Oetz (2.254) - Rietz (2.085) - Roppen (1.656) - St. Leonhard im Pitztal (1.494) - Sautens (1.399) - Silz (2.590) - Sölden (3.939) - Stams (1.312) - Tarrenz (2.619) - Umhausen (3.083) - Wenns (2.022) |